# Giacomo Morra

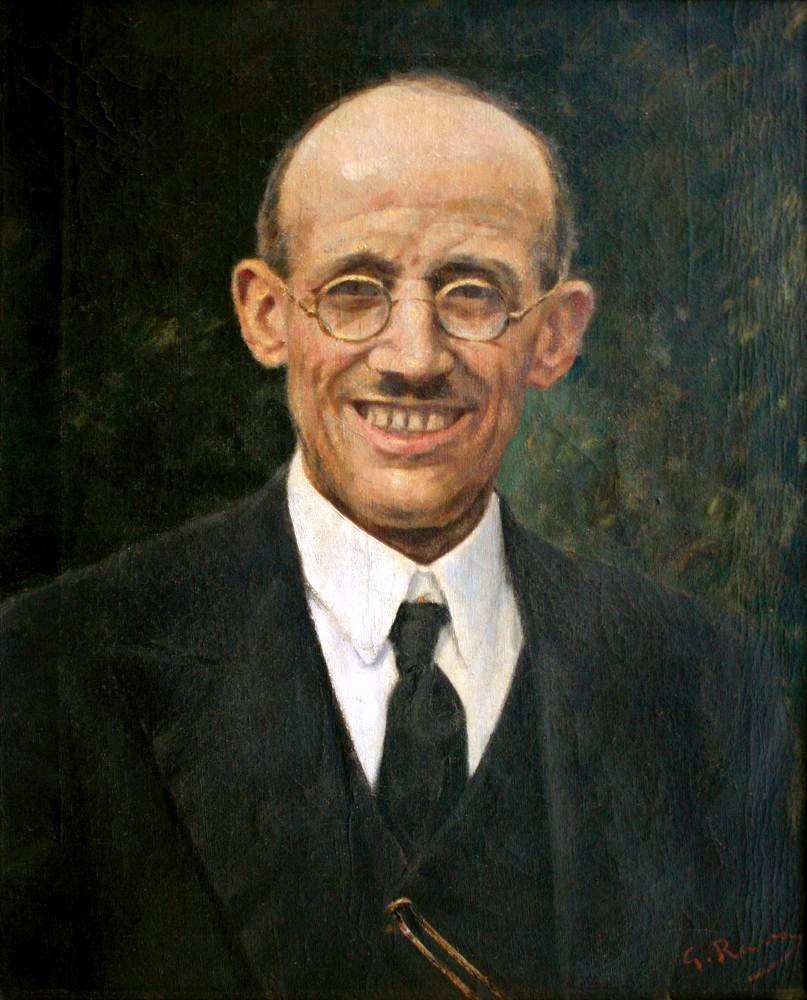
Giacomo Morra, Porträt von Giovanni Rava

Giacomo Morra (* 1889 in La Morra; † 18. Dezember 1963 in Alba) war ein italienischer Unternehmer, Hotelier und Gastronom, der als „Trüffelkönig“ vor allem dadurch bekannt wurde, dass er der Weißen Trüffel in der ganzen Welt zu ihrem Renommee verhalf und die jährliche Trüffelmesse in Alba ins Leben rief.

## Leben und Arbeit
Morra entstammte der kinderreichen Familie eines landwirtschaftlichen Verwalters der Markgräfin Giulia Falletti di Barolo. Die Kinder gingen zur Arbeit, sobald sie dazu fähig waren. Ihm wurde eine besondere Geschicklichkeit attestiert und er eröffnete 1908 im Alter von 19 Jahren zusammen mit seinen Brüdern Andrea, Giovanni und Matteo in Alba das Ristorante delle Langhe. Vorher hatte er eine Zeit lang in einer Trattoria in Gallo gearbeitet. Das Verhältnis zwischen den Brüdern war jedoch schwierig, was ihn 1923 veranlasste, sich auszahlen zu lassen und es allein zu probieren, unter dem Versprechen, sich nie wieder in Alba sehen zu lassen. Fünf Jahre lang betrieb er in Turin eine Trattoria und Weinhandlung, bis er das Preisgefälle von Trüffeln zwischen seiner Heimat und der Großstadt Turin erkannte.
Das wurde sein Geschäftsmodell und er ging unter Vermittlung seines Bruders Andrea wieder zurück in seine Heimat. 1928 kaufte er das Hotel Savona und erfand dort eine Vielzahl von Vorspeisen. Nachdem er einen Weg gefunden hatte, Trüffel haltbar zu machen, belieferte er mit den Rohprodukten zunächst den französischen und dann den amerikanischen Markt.
Seine Frau Teresa unterstützte ihn in seiner Geschäftstätigkeit und „seine Söhne Mario, Giorio und Francesco setzen die Dynastie und die Aktivitäten bis in die 1990er Jahre fort“. Ein Interview 1936 in der Abendausgabe der Turiner Tageszeitung La Stampa, Stampa Sera, das eine ganze Zeitungsseite einnahm, trug zu seiner Berühmtheit bei. Darin hieß es:

“Gente che ha iniziativa, quella di Alba, come questo Giacomo Morra che s’è messo in un albergo da gran città, tanto è perfetto e razionalmente congegnato. Persino i telefoni in ogni camera ci ha e la cantina e la cucina con miracoli di modernità.”

„Menschen mit Initiative, die Menschen von Alba, wie dieser Giacomo Morra, der sich in einem großstädtischen Hotel niedergelassen hat, so perfekt und rationell gestaltet ist es. Es hat sogar Telefone in jedem Zimmer, und der Weinkeller und die Küche sind Wunder der Modernität.“

Anlässlich des Besuchs in seinem Restaurant Savona am 15. August 1928 von Graf Gastone Guerrieri di Mirafiori, Abgeordneter und Neffe von König Viktor Emanuel II., dem Bürgermeister von Alba, dem Rechtsanwalt Giulio Cesare Moreno und dem ehemaligen Bürgermeister der Stadt und Arzt, Giovanni Vico, machte Morra in einem Jahr besonders guter Trüffelernte den Vorschlag einer Trüffelmesse in der Stadt. Diese wurde im Herbst tatsächlich durchgeführt, im ersten Jahr wegen kurzer Planungszeit nur als Vorpremiere, aber ab November 1929 dann regelmäßig. Ab 1930 hieß die Veranstaltung Fiera dei Tartufi d’Alba.